# Eleccions legislatives italianes de 1953
Les eleccions legislatives italianes de 1953 se celebraren el 7 de juny. S'aplica per primer cop la llei electoral de 1953 que premia les majories amb el vot de les candidatures restants.

## Cambra dels Diputats
|                | total      | percentual (%) | percentual (%)   |
| -------------- | ---------- | -------------- | ---------------- |
| Electors       | 30.280.342 |                |                  |
| Votants        | 28.410.326 | 93,8           | (sobre electors) |
| Vots vàlids    | 27.092.743 | 95,4           | (sobre votants)  |
| Vots no vàlids | 1.317.583  | 4,6            | (sobre votants)  |
| Vots en blanc  | 436.534    | 1,5            | (sobre votants)  |

| ← Eleccions legislatives italianes, 1953 → |       |            |        |        |
| Partits                                    | *     | vots       | %      | escons |
| Democràcia Cristiana Italiana (DC)         | app   | 10.864.282 | 40,10  | 263    |
| Partit Comunista Italià (PCI)              |       | 6.121.922  | 22,60  | 143    |
| Partit Socialista Italià (PSI)             |       | 3.441.305  | 12,70  | 75     |
| Partit Nacional Monàrquic (PNM)            |       | 1.855.842  | 6,85   | 40     |
| Moviment Social Italià (MSI)               |       | 1.582.567  | 5,84   | 29     |
| Partit Socialista Democràtic Italià (PSDI) | app   | 1.223.251  | 4,52   | 19     |
| Partit Liberal Italià (PLI)                | app   | 816.267    | 3,01   | 13     |
| Partit Republicà Italià (PRI)              | app   | 437.988    | 1,62   | 5      |
| Südtiroler Volkspartei (SVP)               | app   | 122.792    | 0,45   | 3      |
| Partit Sard d'Acció (PSd'Az)               | app   | 27.228     | 0,10   | 0      |
| altres                                     |       | 599.299    | 2,21   | 0      |
| Total                                      | Total | 27.092.743 | 100,00 | 590    |

## Senat d'Itàlia
|                       | total      | percentual (%) | percentual (%)   |
| --------------------- | ---------- | -------------- | ---------------- |
| Electors              | 27.172.871 |                |                  |
| Votants               | 28.410.326 | 93,8           | (sobre electors) |
| Voti validi           | 24.309.351 | 95,4           | (sobre votants)  |
| Voti non validi       | 1.173.850  | 4,6            | (sobre votants)  |
| di cui schede bianche | 629.762    | 2,5            | (sobre votants)  |

| Partits                                    | vots       | vots (%) | escons |
| ------------------------------------------ | ---------- | -------- | ------ |
| Democràcia Cristiana Italiana (DC)         | 9.692.584  | 39,87    | 113    |
| Partit Comunista Italià (PCI)              | 4.912.093  | 20,21    | 51     |
| Partit Socialista Italià (PSI)             | 2.893.148  | 11,90    | 26     |
| Partit Nacional Monàrquic (PNM)            | 1.582.653  | 6,51     | 14     |
| Moviment Social Italià (MSI)               | 1.473.596  | 6,06     | 9      |
| Partit Socialista Democràtic Italià (PSDI) | 1.046.659  | 4,31     | 4      |
| Partit Liberal Italià (PLI)                | 695.985    | 2,86     | 3      |
| DC - PRI                                   | 186.447    | 0,77     | 3      |
| PCI - PSI - Independents                   | 159.511    | 0,66     | 2      |
| PNM - Independents                         | 117.431    | 0,48     | 1      |
| Südtiroler Volkspartei (SVP)               | 107.139    | 0,44     | 2      |
| PCI - PSI - Independents                   | 84.978     | 0,35     | 2      |
| PCI - PSI - Independents                   | 75.784     | 0,31     | 2      |
| PCI - Independents                         | 52.328     | 0,22     | 1      |
| PNM - Independents                         | 32.709     | 0,13     | 1      |
| ADN - Independents                         | 32.194     | 0,13     | 1      |
| PCI - Independents                         | 28.327     | 0,12     | 1      |
| PCI - Independents                         | 14.831     | 0,06     | 1      |
| altres                                     | 1.120.954  | 4,61     | 0      |
| Total                                      | 24.309.351 | 100,00   | 237    |